# Lonchocarpus velutinus
Lonchocarpus velutinus är en ärtväxtart som beskrevs av George Bentham. Lonchocarpus velutinus ingår i släktet Lonchocarpus och familjen ärtväxter. Inga underarter finns listade i Catalogue of Life.